# Phylloscartes gualaquizae
Phylloscartes gualaquizae là một loài chim trong họ Tyrannidae.